# 몬테즈마의 영웅들
《몬테즈마의 영웅들》(Halls Of Montezuma)은 미국에서 제작된 루이스 마일스톤 감독의 1950년 모험, 전쟁, 드라마 영화이다. 제2차 세계 대전을 배경으로 하고 있으며, 일본이 점령한 섬에서 미국 해병대가 싸우는 것을 다루고 있다. 리차드 위드마크 등이 주연으로 출연하였고 로버트 바슬러 등이 제작에 참여하였다.

## 출연

### 주연
- 리차드 위드마크
- 잭 팰런스

### 조연
- 레지날드 가디너
- 로버트 와그너
- 칼 말든
- 리처드 힐톤

## 기타
- 미술: 앨버트 호그셋
- 미술: 라일 R. 휠러